# 1987年电子游戏界

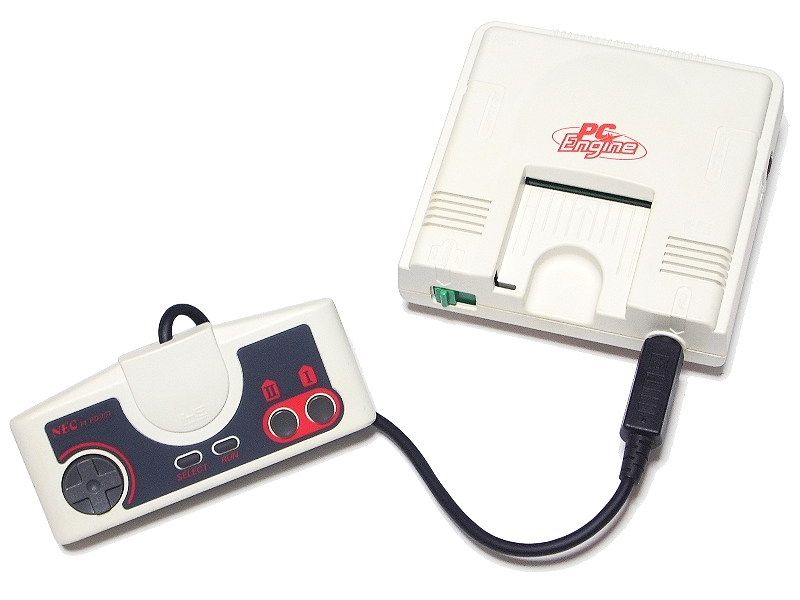
1987年电子游戏界的典型游戏机：PC Engine

## 商业
- 新公司: Apogee、牛蛙制作、Creative Assembly、Empire Interactive（英语：Empire Interactive）、GameTek（英语：GameTek）、Maxis、Natsume、The Bitmap Brothers（英语：The Bitmap Brothers）
- 关闭：Electric Transit（英语：Electric Transit (software company)）, Muse
- 动视收购Infocom.
- 艺电收购Batteries Included（英语：Batteries Included (company)）.
- 雅达利游戏建立Tengen部门以移植其游戏至家用机。
- 任天堂美国对百視達娱乐诉讼：任天堂控告百视达在其租赁游戏中完全复制红白机的游戏手册。任天堂获得胜诉。百视达在其租赁游戏中包括了其最初的手册。
- SSI总裁Joel Billings（英语：Joel Billings）购得了龙与地下城的桌上角色扮演遊戲许可，为D&D游戏的金盒子产线打下基础。

## 知名发行

### 街机
- 2月20日，科樂美发行《魂斗罗》
- 6月，Technōs Japan发行了《双截龙》，其由太東在7月全球发行，为本系列首作。
- 8月30日，卡普空发行《街头霸王》，为本系列首作。
- 太東发行《Rastan（英语：Rastan (video game)）》与《野狼計劃》。
- 南梦宫发行Wonder Momo（英语：Wonder Momo），这个是其最后的8位游戏；《妖怪道中記》，是其第一个16位游戏；《Dragon Spirit（英语：Dragon Spirit）》、《Blazer（英语：Blazer (arcade game)）》、《Quester》、《Pac-Mania（英语：Pac-Mania）》、《Galaga '88（英语：Galaga '88）》和《Final Lap（英语：Final Lap）》。
- 雅达利游戏发行了《RoadBlasters（英语：RoadBlasters）》、《Xybots（英语：Xybots）》和《APB（英语：APB (1987 video game)）》。

### 家用机
- 2月14日，任天堂发行了《林克的冒險》。仅在日本地区的FC磁碟機发行。游戏未在北美地区发行，直至将近两年后。
- 7月5日，雪乐山发行了《Leisure Suit Larry in the Land of the Lounge Lizards（英语：Leisure Suit Larry in the Land of the Lounge Lizards）》冒险。
- 7月13日，科樂美的小岛秀夫在日本地區MSX2家用電腦平台发行了《合金装备》，同年在歐洲地區發行。這個是其长期系列的首作，亦是最早的隐蔽类游戏之一。
- 8月22日，任天堂在北美和欧洲地区发行了的《塞尔达传说》，这个是其最长期以及最为流行的游戏系列之一。
- 8月28日，科樂美发行了《恶魔城II 诅咒的封印》。这个是其在红白机上，紧跟着《惡魔城》后的第二款恶魔城系列游戏。
- 10月，任天堂在红白机发行了《泰森的拳无虚发》，這個是任天堂第一款聯名遊戲。
- 10月，LucasArts发行了《瘋狂大樓》，第一款使用SCUMM引擎，在冒险游戏类型中具有革新的单击界面。
- 12月17日，卡普空在红白机发行了《洛克人》，这个是其长期系列的首作。
- 12月18日，史克威爾的坂口博信在日本地区红白机发行了《最终幻想》。由于公司面临破产，这个最初被计划成为公司最后一款游戏。但是游戏的巨大成功使得游戏的标题最終幻想系列成为巨大的反諷。游戏在3年之后北美地区发行。
- 12月20日，世嘉在世嘉Master System发行了《梦幻之星》。这个是其第一款角色扮演类游戏具有科学幻想设定，并且也是第一款具有女性主人公的游戏。
- FTL Games（英语：FTL Games）发行了《迷宫魔兽》。
- 雅達利ST的MIDI Maze（英语：MIDI Maze）是一款第一人物射击游戏。其能够让16个电脑玩家通过其内在的MIDI端口联网游戏。
- Incentive Software（英语：Incentive Software）发行了《Driller（英语：Driller (game)）》，是现代第一人物3D游戏的先驱。
- Ocean Software（英语：Ocean Software）发行了《Head Over Heels（英语：Head Over Heels (game)）》，一个在多个8位家用电脑发行的等距动作冒险游戏。

### 硬件
- 4月，IBM推出了电脑的PS/2线。这个为PC引入了视频图形阵列图像和3.5英寸软盘。
- 9月，世嘉Master System在欧洲发行。
- 10月30日 — 日本電氣在日本发行了PC Engine平台。
- 艾康发行了Acorn Archimedes（英语：Acorn Archimedes）32位家用电脑。其让游戏Zarch（英语：Zarch）（之后在其他平台称为Virus（英语：Virus (video game)））出名。
- 康懋达发行了低价位Amiga 500（英语：Amiga 500），这个特别在欧洲地区成为一个巨大的游戏机器，并且成为最佳销售机器。
- Atari Corp.（英语：Atari Corp.）发行了XE游戏系统，或者称为Atari XEGS（英语：Atari XEGS）。这是一个重新包装的过的65XE电脑。成为雅达利8位机（英语：Atari 8-bit family）最后一款电脑。
- 世嘉Master System在日本地区发行.
- AdLib套件通过其基于Yamaha YM3812（英语：Yamaha YM3812）的声卡，事实上成为了PC声卡的标准。
- 南梦宫研发了Namco System 1（英语：Namco System 1）街机系统基板。一年后紧跟着发行了Namco System 2（英语：Namco System 2）。
- 在3年之后，IBM PCjr（英语：IBM PCjr）支持中断。